# Баим Кидраев
 Баим Кидраев (башк. Байым Ҡыҙраев)  — участник Крестьянской войны 1773—1775 гг. в чине полковника.

## Биография
Кидраев Баим родом из башкир Кубелякской волости Ногайской дороги. Тархан. Старшина Кубелякской волости. Имел в собственности около 6 тысяч лошадей.
Первооткрыватель месторождений железной руды, включая на горе Магнитная.
Кидраев Баим с 1755 года служил в Кизильской крепости Оренбургской губернии. Здесь же был схвачен по подозрению в участии в башкирском восстании 1755—1756 годов и подвергнут пыткам.
В конце 1773 — начале 1774 годов примкнул к восстанию Е. Пугачева. Военная коллегия Е. И. Пугачёва назначила его судьёй Башкортостана.
В 1774 году воевал в районе Верхнеяицкой крепости и в составе Главного войска Е. И. Пугачёва участвовал в боях под Троицкой крепостью.
Дальнейшая судьба Кидраева неизвестна.

## Память
Именем Баима Кидраева названо село Баимово Абзелиловского района Республики Башкортостан.